# Ferdinandstraße 16 (Mönchengladbach)

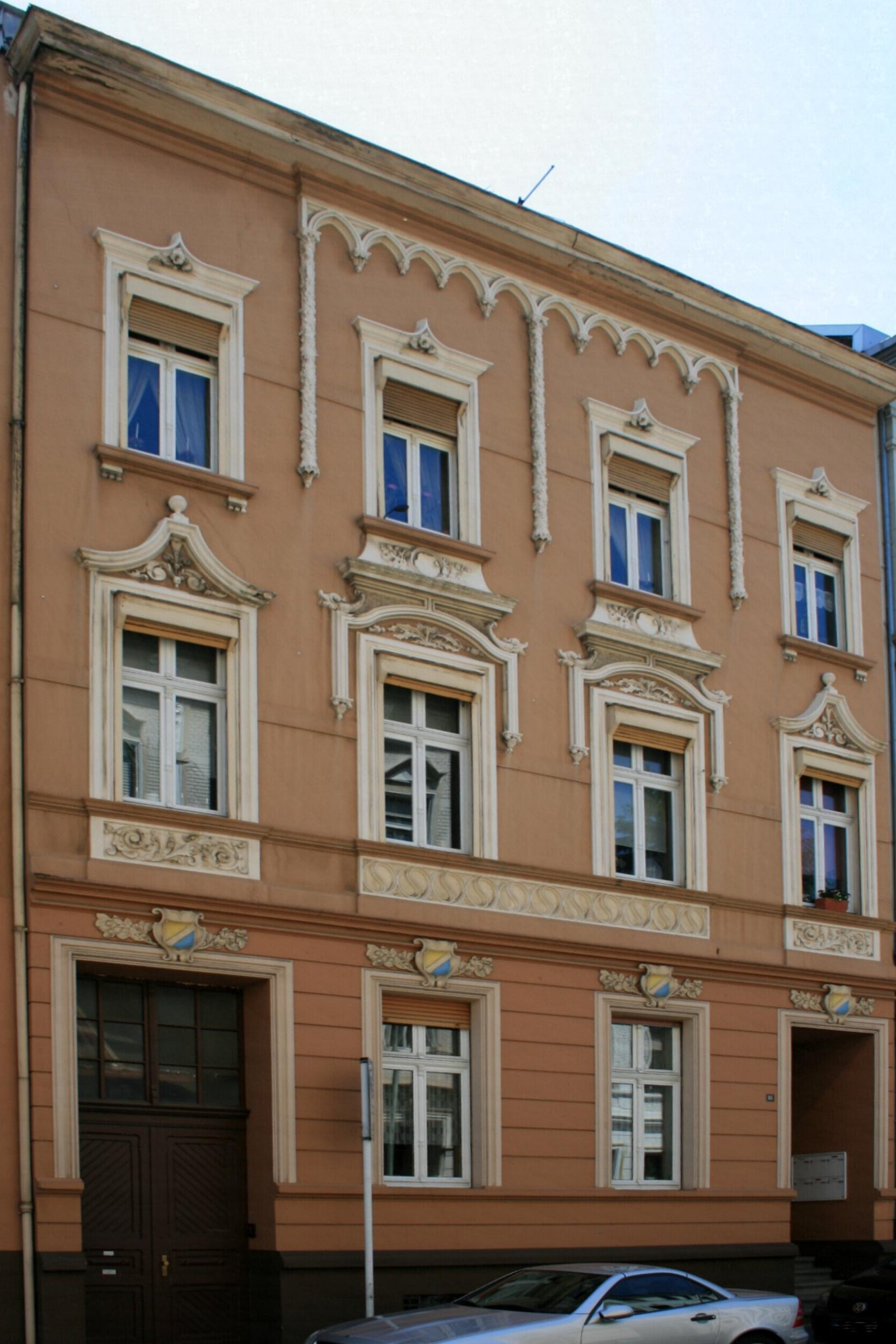
Wohnhaus (2010)

Das Wohnhaus Ferdinandstraße 16 steht in Mönchengladbach (Nordrhein-Westfalen).
Das Gebäude wurde 1898 erbaut. Es ist unter Nr. F 033 am 7. September 1995 in die Denkmalliste der Stadt Mönchengladbach eingetragen worden.

## Architektur
Im nördlichen Stadterweiterungsgebiet unmittelbar vor der die Hermann-Piecq-Anlage überspannenden Eisenbahnbrücke steht der dreiachsiger Putzbau von drei Geschossen; von vier Achsen unter flach geneigtem Satteldach; rückwärtig mit langgestrecktem Anbau. Klappsymmetrisch gegliederte Fassade unter Betonung der beiden Mittelachsen; horizontale Gliederung mittels Sockel-, Sohlbank-, Stockwerk- und Traufgesims. Das Erdgeschoss ist durch Fugenschnitt betont, die beiden Obergeschosse sind glatt verputzt. Abgesehen von den breiter dimensionierten Haus- und Hofzugängen (Tordurchfahrt links, tief eingeschnittene Eingangsnische rechts) sind alle Öffnungen der Fassade gleichförmig hochrechteckig ausgebildet. Die Fenster- und Türöffnungen des Erdgeschosses sind von einer schlusssteinbekrönten Profilrahmung gefasst. Die des ersten Obergeschosses bei sind gleicher Rahmung überkrönt von einer gebälktragenden Karniesbogenstellung und zusammengefasst durch ein ornamentiertes Brüstungsband (die beiden mittleren); das Fenster der jeweiligen Außenachse wird betont durch modifizierte Kielbogenverdachung und floral ausgebildeten Brüstungsschmuck. Im zweiten Obergeschoss sind sie schlichter gerahmt mit einer Gebälkverdachung und -die beiden mittleren Fenster- mit Brüstungsornamentik geschmückt. Unterhalb der Traufe akzentuiert ein Spitzbogenfries mit drei fialähnlichen Wandvorlagen die Mitte der Fassade.